# Verena Mertens
Verena Mertens, née le 20 novembre 1981 à Salzkotten (RFA), est une femme politique allemande. Membre de l'Union chrétienne-démocrate d'Allemagne (CDU), elle est élue députée européenne le 9 juin 2024.

## Biographie

### Études et carrière professionnelle
Fille d'un officier de police, Verena Merten obtient son diplôme de fin d'études secondaires en 2001, puis étudie le droit à l'université de Münster jusqu'en 2006. Entre 2001 et 2003, elle suit une formation spécialisée en langues étrangères pour les juristes en droit anglais à l'université. Après avoir passé ses examens d'État en droit, elle poursuit une formation juridique auprès de la Cour supérieure régionale de Düsseldorf de 2007 à 2009.
À partir de 2009, Mertens travaille comme avocate dans le domaine du droit de la construction au cabinet d'avocats Leinemann Partner à Düsseldorf, avant de rejoindre la police de Rhénanie-du-Nord-Westphalie en 2010. En 2011, elle travaille au département des affaires du personnel au ministère de l'Intérieur et des collectivités locales de Rhénanie-du-Nord-Westphalie, à Düsseldorf. Par la suite, de 2012 à 2015, elle dirige le bureau de gestion de la direction de la prévention des dangers et des opérations au sein de la police du district de Gütersloh. Elle occupe ensuite divers postes de direction au sein de la police de l'État de Rhénanie-du-Nord-Westphalie. Mertens a également travaillé à temps partiel comme chargée de cours en droit constitutionnel et droit d'intervention à l'université de la police et de l'administration publique de Rhénanie-du-Nord-Westphalie.

### Carrière politique
En 1999, elle rejoint la Junge Union, l'organisation de jeunesse de la CDU et de son partenaire de coalition, l'Union chrétienne-sociale en Bavière (CSU). Le 9 juin 2024, elle est élue députée européenne. Elle rejoint le groupe du Parti populaire européen (PPE).